# Dekanat Nuestra Señora del Carmen (archidiecezja Cartagena de Indias)
Dekanat Nuestra Señora del Carmen – jeden z 11 dekanatów rzymskokatolickiej archidiecezji Cartagena de Indias w Kolumbii. 
Według stanu na styczeń 2017 w skład dekanatu Nuestra Señora del Carmen wchodziło 9 parafii rzymskokatolickich. Urząd dziekana sprawował wówczas Padre Marlon Fabián Mendoza Hernández. 

## Lista parafii
Źródło:
| Lp. | Miejscowość          | Parafia                                                 | Grafika | Kościół                                                                             | Adres                                                         | Proboszcz                                 |
| --- | -------------------- | ------------------------------------------------------- | ------- | ----------------------------------------------------------------------------------- | ------------------------------------------------------------- | ----------------------------------------- |
| 1   | Calamar              | Parafia Niepokalanego Poczęcia Najświętszej Maryi Panny |         | Kościół Niepokalanego Poczęcia Najświętszej Maryi Panny w Calamar                   | Cll 26, 1-50, Calamar                                         | ks. Danilo Cortina Hernández              |
| 2   | El Carmen de Bolívar | Parafia Chrystusa Odkupiciela                           |         | Kościół Chrystusa Odkupiciela w El Carmen de Bolívar                                | Nariño, Cll 38 # 52-57, El Carmen de Bolívar                  | ks. Emmy Arnold (administrator)           |
| 3   | El Carmen de Bolívar | Parafia Ducha Świętego                                  |         | Kościół Ducha Świętego w El Carmen de Bolívar                                       | Los Mangos, Cra.39 # Cll.28, Casa Cural.                      | ks. Edinson Escalona                      |
| 4   | El Carmen de Bolívar | Parafia Najświętszej Maryi Panny z Góry Karmel          |         | Kościół Najświętszej Maryi Panny z Góry Karmel w El Carmen de Bolívar (sanktuarium) | Cll 24 # 51-30 Plaza Principal. El Carmen de Bolívar          | ks. Leopoldo Francisco Corrales Mariottis |
| 5   | El Carmen de Bolívar | Parafia Świętej Rodziny                                 |         | Kościół Świętej Rodziny w El Carmen de Bolívar                                      | Barrio 12 de noviembre calle 23 # 60-89, El Carmen de Bolívar | ks. Miguel Ángel Barón Martínez           |
| 6   | El Guamo             | Parafia św. Łucji                                       |         | Kościół św. Łucji w El Guamo                                                        | Plaza Principal, El Guamo # 1866                              | ks. Rafael Guerrero Luna                  |
| 7   | San Jacinto          | Parafia św. Jacka                                       |         | Kościół św. Jacka w San Jacinto                                                     | Plaza Principal, Cr 40 # 20-06, San Jacinto                   | ks. Jhonathan López Cantillo              |
| 8   | San Juan Nepomuceno  | Parafia św. Jana                                        |         | Kościół św. Jana w San Juan Nepomuceno                                              | Cll 8 # 13-30 Plaza Principal, San Juan Nepomuceno            | ks. Marlon Fabián Mendoza                 |
| 9   | San Juan Nepomuceno  | Parafia św. Józefa                                      |         | Kościół św. Józefa w San Juan Nepomuceno                                            | Cll 11, 5-67, San Juan Nepomuceno                             | ks. Manuel Gonzales Serna                 |